# Арне Тизелијус
Арне Вилхелм Каурин Тизелијус (10. август 1902 – 29. октобар 1971) био је шведски биохемичар који је 1948. године добио Нобелову награду за хемију „за своја истраживања електрофорезе и адсорпционе анализе, посебно за своја открића у вези са сложеном природом серумских протеина“.

## Образовање
Тизелијус је рођен у Стокхолму. Након смрти његовог оца, породица се преселила у Гетеборг где је ишао у школу, а након дипломирања у локалној гимназији 1921. студирао је на универзитету у Упсали, специјализирајући се за хемију.

## Каријера и истраживање
Тизелијус је постао истраживач у лабораторији Теодора Сведберга 1925. године и докторирао 1930. године на методи проучавања електрофорезе протеина. Од тада до 1935. године објавио је више радова о дифузији и адсорпцији зеолита, која се јавља у природи, а ове студије је наставио у току једногодишње посете Хју Стот Тејлоровој лабораторији у Универзитету Принстон, уз подршку Рокфелер фондације. По повратку у Упсалу наставио је да се интересује за протеине и примену физичких метода на биохемијске проблеме. То је довело до знатно побољшане методе електрофоретске анализе коју је он усавршио наредних година.
Тизелијус је активно учествовао у реорганизацији научних истраживања у Шведској у годинама након Другог светског рата и био је председник Међународне уније за чисту и примењену хемију 1951–1955. Био је председник одбора Нобелове фондације 1960–1964.

### Цитати Арнеа Тизелијуса
Живимо у свету у коме се чини да се разлика између истинитог и лажног све више замућује манипулацијом чињеницама, експлоатацијом некритичких умова и загађењем језика. Арне Тизелијус

### Награде и почасти
- 1948. Нобелова награда за хемију
- 1949. Изабран за страног сарадника Националне академије наука (САД)[14]
- 1957. Изабран за страног члана Краљевског друштва (Велике Британије)[1] [15]
- Златна медаља Пол Карер 1961.[16]

У његову част назван је лунарни кратер Тизелијус.

## Лични живот
Тизелијус је био ожењен, са двоје деце. Преминуо је од срчаног удара 29. октобра 1971. у Упсали. Његова супруга умрла је 1986.